# 耍酷一族
《耍酷一族》（英語：Mallrats）是一部於1995年上映的美國浪漫喜劇片，由凱文·史密斯執導和編劇。本片為View Askew宇宙的第二部電影，同時也是1994年電影《瘋狂店員》的前傳（但整體劇情上關聯不大）。
電影主演包括傑森·李、傑瑞米·倫敦、香儂·陶荷提、克萊兒·馥蘭妮與班·艾佛列克；其中，李、艾佛列克與裘伊·羅倫·亞當斯在史密斯之後的電影也常會參演。此外，出現在每一部View Askew宇宙電影的傑與沉默鮑勃在本片中則較有突出的作用。
電影在美國於1995年10月20日上映。2015年3月宣布，電影將推出續集《MallBrats》。2016年6月，史密斯宣布，續集計劃改成10集的電視劇推出。

## 劇情
故事設定於《瘋狂店員》的事件之前。敘述漫畫宅布朗迪與浪漫主義者T·S這對好友都同樣都被女友拋棄，因此布朗迪提議要到購物中心無所事事的閒晃、散心，但未料，布朗迪與T·S的女友蕾妮及布蘭迪竟也剛好都在購物中心之中，使得古怪的布朗迪為了討好女友，而相繼與中心裡形形色色的熟識或怪人摩擦出火花，但也遇見了帥氣的服飾店老闆香儂，他同時也是布朗迪討厭的人...。

## 演員
- 傑森·李 飾 布朗迪·布魯斯（英语：List of View Askewniverse characters）（Brodie Bruce）
- 傑瑞米·倫敦 飾 T·S·昆特（T.S. Quint）
- 香儂·陶荷提 飾 蕾妮·摩西爾（Rene Mosier）
- 克萊兒·馥蘭妮 飾 布蘭迪·史衛寧（Brandi Svenning）
- 班·艾佛列克 飾 香儂·漢彌爾頓（Shannon Hamilton）
- 裘伊·羅倫·亞當斯 飾 關·透納（Gwen Turner）
- 芮妮·韓佛瑞（英语：Renee Humphrey） 飾 翠莎·瓊斯（英语：List of View Askewniverse characters）（Tricia Jones）
- 傑森·繆斯 飾 傑（Jay）
- 凱文·史密斯 飾 沉默鮑勃（Silent Bob）
- 伊森·索普 飾 威廉（英语：List of View Askewniverse characters）（Willam）
- 麥克·魯克 飾 傑瑞德·史衛寧（Jared Svenning）
- 普莉西拉·巴恩斯（英语：Priscilla Barnes） 飾 伊瓦娜女士（Miss Ivannah）
- 史丹·李 飾 他自己
- 史文-歐爾·托爾森（英语：Sven-Ole Thorsen） 飾 拉佛斯（LaFours）
- 華特·弗拉納根（英语：Walt Flanagan） 飾 華特·「粉絲男孩」·葛洛佛（Walt "Fanboy" Grover）
- 史考特·摩西爾（英语：Scott Mosier） 飾 羅迪（Roddy）
- 布萊恩·強森（英语：Bryan Johnson (comic book writer)） 飾 史蒂夫-戴夫·普瓦斯提（Steve-Dave Pulasti）
- 布萊恩·歐哈隆 飾 吉爾·希克斯（Gil Hicks）

## 製作
在獨立製作的電影《瘋狂店員》成功後，身兼編劇和導演的凱文·史密斯和好友兼監製的史考特·摩西爾開始執行第二部電影的計劃。在《瘋狂店員》釋出後，監製詹姆斯·傑克靠近他們希望能幫環球影業拍片。史密斯很快地完成了劇本，並開始選角。
已有著數部電視劇和電影演出經驗的傑瑞米·倫敦加入飾演T·S，而曾在電視劇《草原小屋》和《飛越比佛利》中演出的香儂·陶荷提也確認參演、擔任女主角。傑森·李在參演本片前的表演經驗並不多，因為他原本是一名專業的滑板手。此後，李時常在史密斯的電影中演出，並也是史密斯女兒哈莉·奎茵·史密斯的監護人。史密斯的朋友班·艾佛列克也被找來飾演香儂·漢彌爾頓一角，他在後來也參演了幾部史密斯的電影。而伊森·索普所飾演的威廉被摩西爾認為應該重新塑造，但史密斯和監製對於索普的演出感到印象深刻。選角中最麻煩的角色是傑，因為片商不想讓傑森·繆斯來演此角，儘管他在《瘋狂店員》中飾演了該角。這使得繆斯不得不與其他演員一同參加試鏡，包括塞思·格林與布萊克金·邁耶。

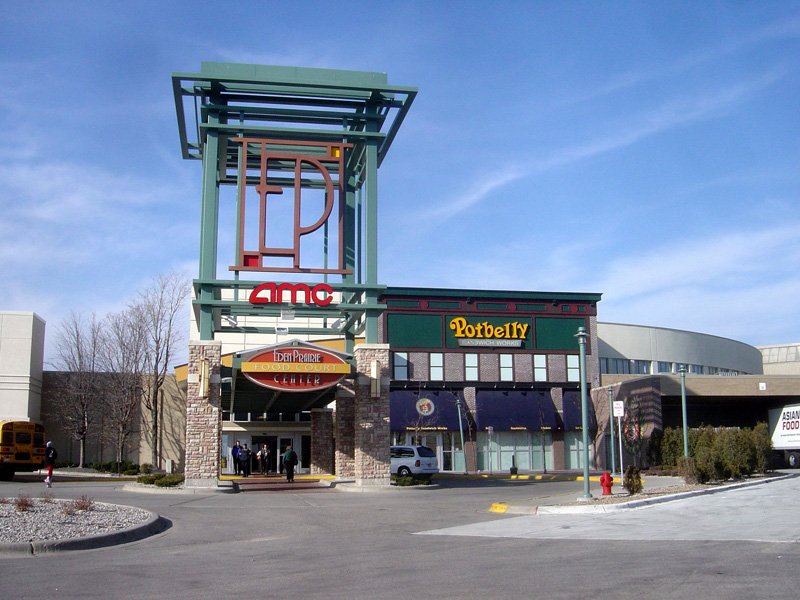
伊甸草原中心

此外，電影中的門洛公園購物中心是位於紐澤西州的愛迪生，而該地址是被用來拍攝復活節兔子一幕而使用。電影中主要的購物中心場景是位於明尼蘇達州伊甸草原的伊甸草原中心。

## 反響
《耍酷一族》從影評人獲得的評價較為兩極，因為電影將史密斯的前一部電影《瘋狂店員》的主題當作嘲笑對象。爛番茄根據42篇專業影評，新鮮度55%，平均得分5.5／10。反之，觀眾對於本片則給予肯定的評價，電影在IMDB獲得7.5分，使得《耍酷一族》在推出影碟後成為了一部邪典電影。
本片上映後共獲得212萬美元的票房，對比610萬美元的預算可謂慘賠。

## 加長版
2005年，發行了十週年DVD，其中除了原版電影外還包括了新的導演剪輯版；該剪輯版含有超過超過30分鐘的額外的鏡頭和子劇情。

## 外部連結
- 互联网电影数据库（IMDb）上《耍酷一族》的资料（英文）
- Box Office Mojo上《耍酷一族》的資料（英文）
- 豆瓣电影上《耍酷一族》的資料 （简体中文）
- 爛番茄上《耍酷一族》的資料（英文）
- Mallrats （页面存档备份，存于）於View Askew製片公司（英语：View Askew Productions）上